# Stellar Blade
Stellar Blade é um videogame de ação e aventura de 2024 desenvolvido pela Shift Up e publicado pela Sony Interactive Entertainment. Foi lançado para PlayStation 5 em 26 de abril de 2024. Após o lançamento, o jogo recebeu críticas positivas da crítica.

## Jogabilidade
Stellar Blade é um videogame de ação e aventura ambientado em uma Terra pós-apocalíptica e jogado em uma perspectiva de terceira pessoa. O combate se concentra em compreender os padrões de ataque dos inimigos e contra-atacar com tempo preciso. O medidor Beta de Eve é preenchido com aparas e evasões em combate. O Beta Gauge é gasto para usar habilidades como perfurar super armaduras e interromper combos inimigos. Eve também possui um Burst Gauge preenchido por meio de aparas e combos sucessivos, que pode ser usado para ativar buffs e ataques poderosos. O jogo utiliza o feedback tátil do controlador DualSense do PlayStation 5 para fornecer feedback sobre os ataques inimigos e a precisão das armas. A exploração apresenta escalar paredes e balançar em cordas para percorrer o ambiente, com itens a serem encontrados, incluindo fantasias extras. O mundo superior tem NPCs que podem fornecer missões secundárias a Eve, com a opção de assumi-las ou ignorá-las.

## História

### Contexto
A humanidade é expulsa da Terra após uma guerra perdida contra criaturas monstruosas chamadas Naytibas. Para recuperar a casa perdida, Eve e seu esquadrão são enviados da Colônia para lutar contra os Naytiba e recuperar a Terra. Eventualmente, Eve conhece um sobrevivente chamado Adam, que a leva a Xion, a última cidade sobrevivente da humanidade na Terra. Eve então faz contato com o Orcal mais velho e estabelece relacionamentos com os residentes de Xion, a fim de continuar sua missão de salvar a humanidade e recuperar a Terra.

### Sinopse
A Colônia envia o 7º Esquadrão Aerotransportado em sua última tentativa de libertar a Terra dos Naytiba. No entanto, a invasão termina em desastre, com Eve sendo a única sobrevivente da força de desembarque. Ela é salva por Adam, um necrófago que pede sua ajuda para recuperar a fonte de energia Hyper Cell da megacidade em ruínas de Eidos 7. Em troca, Adam leva Eva até um Alpha Naytiba próximo para ela matar. Depois de eliminar Alpha Naytiba, Eve se depara com uma sobrevivente do 5º Esquadrão Aerotransportado, Lily, que decide se juntar a Eve como seu apoio de engenharia. Adam então leva as duas meninas para Xion, a última cidade humana na Terra, e solicita sua ajuda para salvar Xion. Eve então conhece o líder de Xion, Orcal, que explica que além do Hyper Cell que ela recuperou do Eidos 7, mais três Hyper Cells serão necessários para restaurar Xion à sua funcionalidade total. Isto não só lhe permitirá reviver as dezenas de milhares de humanos mantidos em êxtase dentro da cidade, mas também localizar outros Alpha Naytibas. Orcal explica ainda que serão necessários quatro Núcleos Alpha Naytiba para formar um Núcleo Mestre, que permitirá o acesso ao Ninho dos Naytibas, onde reside seu líder, o Ancião Naytiba.
Ao recuperar o segundo Hyper Cell, Eve recupera uma gravação de um membro anterior do Esquadrão Aerotransportado chamado Raven, que alega que o que eles atualmente acreditam ser a humanidade é na verdade uma raça de andróides avançados semelhantes a humanos chamados Andro-Eidos e que os Naytibas são na verdade os originais. raça humana depois de terem recorrido a modificações genéticas significativas. Orcal confirma que há muito tempo seu líder, a AI Mother Sphere, criou os Andro-Eidos a pedido da humanidade e ambas as raças viveram em paz. No entanto, a Esfera Mãe de repente ordenou que os Andro-Eidos exterminassem a humanidade e reescreveu a história para enganar os Andro-Eidos e fazê-los acreditar que são humanos. Enquanto isso, os humanos sobreviventes se esconderam e eventualmente se transformaram nos Naytibas como forma de lutar contra a Esfera Mãe e os Andro-Eidos. Apesar de ficar chocada com a revelação de que ela está matando os descendentes da humanidade, Eve ainda está determinada a acabar com a guerra matando o Ancião Naytiba.
Eve então continua a coletar Hyper Cells e núcleos Alpha, durante o início de sua busca pelo núcleo final de Alpa, Adam recebe notícias preocupantes de Xion, Adam deixa Lily e Eve para terminar sua busca, logo após Eve e Lily retornarem para Na nave de Adam, eles voltam para Xion na esperança de ouvir algo de Adam, mas Xion foi atacado pelos Naytiba. Eve e Lily correm de volta para a cidade para defendê-la, e Eve enfrenta um inteligente Alpha Naytiba. Depois de derrotá-lo, ela fica chocada ao ver sua verdadeira identidade como Raven. Raven consegue recuar enquanto Eve atende Orcal. Orcal admite que ele também é um Alpha Naytiba, sendo uma fusão da tecnologia Andro-Eidos e Naytiba. Com Eve tendo apenas três Alpha Cores em sua posse, Orcal se sacrifica usando seu próprio Alpha Core para criar o Master Core. Ele então implora para que Eve conheça o Ancião Naytiba antes de falecer. Eve e Lily vão para o Ninho, e no caminho encontram uma gravação final de Raven, que revela que ficou desiludida ao descobrir que a Esfera Mãe não apenas exterminou os humanos originais, mas também arruinou a superfície da Terra ao alijar grandes partes da Colônia de órbita para evitar que o Naytiba embarque na Colônia.
Ao chegar na entrada do Ninho, Eva encontra Ravena que tenta impedi-la de entrar, mas Eva consegue derrotá-la e a deixa incapacitada, mas viva. Eve e Lily então entram no ninho, apenas para descobrir que Adam é o Ancião Naytiba. Adam explica que se arrependeu de ter criado os Naytiba, pois isso significou o sacrifício de sua humanidade. Ele também percebe que, como andróides sem DNA humano, Andro-Eidos não podem ser os sucessores da humanidade devido à sua incapacidade de evoluir. Para resolver isso, Adão se oferece para se fundir com Eva para se tornar o próximo passo na evolução humana, o que eliminará a ameaça dos Naytiba e dará à humanidade a chance de um novo futuro. O final diverge com base nas escolhas e ações anteriores de Eva.
- Se Eva se recusar a aceitar o plano de Adão, os dois serão forçados a lutar entre si, com Eva vencendo. Adam morre junto com a última esperança para a humanidade, e Mother Sphere dá as boas-vindas a Eve e Lily de volta à Colônia, agora que sua missão está concluída.
- Se Eva aceitar o plano de Adão, os dois se fundirão para criar um tipo inteiramente novo de ser humano. Mother Sphere então substitui a armadura de poder de Lily e faz com que ela ataque Eve, forçando-a a se defender. Eve prevalece, com Lily sobrevivendo ou morrendo dependendo se Eve tem o máximo carinho por ela ou não.
  - Se o relacionamento de Lily for complicado, Lily morrerá. Mother Sphere então chega e parabeniza Eve por eliminar o Ancião Naytiba como ela planejou. No entanto, sem mais utilidade para ela, Mother Sphere envia um exército para destruir Eve, e o jogo termina com ela lutando contra uma horda interminável de soldados Andro-Eidos.
  - Se o relacionamento de Lily for atingido ao máximo e recuperar o código Iberis, o hacking será concluído e Lily será salva, então ela será capaz de aniquilar completamente o exército que a Esfera Mãe envia para ela. Lily então entrega o quarto e último Hyper Cell para Xion, restaurando totalmente a cidade enquanto Eve se torna sua nova protetora.

## Desenvolvimento e lançamento
Em 4 de abril de 2019, o estúdio coreano Shift Up (fundado pelo ilustrador de Blade & Soul Kim Hyung-tae ) anunciou Project Eve para PlayStation 4, Windows e Xbox One e seria desenvolvido no Unreal Engine 4. Um protótipo para nova jogabilidade e direção de arte foi mostrado no final de 2020 sem mencionar nenhuma das plataformas de lançamento do jogo. No PlayStation Showcase de setembro de 2021, o jogo foi anunciado como exclusivo para PlayStation 5 e seria publicado pela Sony Interactive Entertainment. Em um PlayStation State of Play de setembro de 2022, o título final do jogo foi revelado como Stellar Blade com nova jogabilidade mostrada e uma janela de lançamento original agendada para 2023. No dia seguinte, MONACA anunciou seu envolvimento afirmando que seus membros, Oliver Good e Keita Inoue, estão participando da produção musical do jogo, que foi reiterado várias vezes antes do lançamento. O jogo usa digitalização 3D para alguns modelos de personagens, sendo Eve baseada no modelo Shin Jae-eun. Os inimigos Naytiba foram projetados pelo designer de monstros do cinema coreano, Hee-Cheol Jang, que transformou os designs dos monstros em modelos de argila que foram digitalizados em 3D para criar os modelos 3D. Em dezembro de 2023, o jogo foi adiado para 2024. Em um State of Play de janeiro de 2024, foi anunciado que o jogo seria lançado em 26 de abril. Uma demo do jogo foi lançada mundialmente na PlayStation Store em 29 de março de 2024; foi publicado acidentalmente no início dos Estados Unidos em 8 de março, mas removido rapidamente.
Stellar Blade gerou polêmica, principalmente em torno da percepção da sexualização de sua protagonista, Eve. De acordo com Den of Geek, alguns críticos argumentam que o marketing do jogo depende fortemente do apelo sexual de Eve, com elementos como trajes reveladores e designs de personagens sugestivos sendo centrais para a estratégia promocional do jogo. Além disso, o jogo recebeu uma classificação apenas para adultos na Coreia do Sul, atribuída ao seu conteúdo explícito, incluindo nudez, violência e uma abordagem sexualizada no design dos personagens. O diretor do jogo, Hyung-Tae Kim, defendeu essas escolhas de design explicando que, de uma perspectiva de terceira pessoa, a visão do jogador é predominantemente direcionada para as costas do personagem, daí a ênfase em tornar essa visão atraente.
Em 11 de junho de 2025, o jogo foi lançado para PC. O jogo comemorou 1 milhão de cópias vendidas na plataforma em apenas 3 dias.

## Recepção
Stellar Blade recebeu críticas "geralmente favoráveis" dos críticos, de acordo com o site agregador de críticas Metacritic. 87% das 78 críticas recomendam o jogo, segundo o OpenCritic.